# Парламентские выборы в Лихтенштейне (1986)

Парламентские выборы 1986 года в Лихтенштейне проходили 31 января и 2 февраля. Большинство голосов получил Патриотический союз, обеспечив себе в Ландтаге 8 мест из 15.
Впервые в истории страны в выборах могли участвовать женщины, получившие право голоса после референдума 1984 года. При этом одна женщина прошла в Ландтаг от Прогрессивной партии. Таким образом, Лихтенштейн стал одной из последних стран мира, предоставившей избирательное право женщинам.
На этих выборах впервые участвовала вновь образованная партия Свободный список, занимавшая про-экологическую и менее консервативную позицию по сравнению с представленными в Ландтаге. Однако на этих выборах партия не смогла пройти 8 % барьер и не попала в Ландтаг. Явка избирателей составила 93,3 %.

## Результаты
| Партия                             | Партия                             | Голосов | %     | Мест | +/-          |
| ---------------------------------- | ---------------------------------- | ------- | ----- | ---- | ------------ |
|                                    | Патриотический союз                | 46 793  | 50,19 | 8    | 0            |
|                                    | Прогрессивная гражданская партия   | 39 853  | 42,75 | 7    | 0            |
|                                    | Свободный список                   | 6 582   | 7,06  | 0    | новая партия |
| Недействительных/пустых бюллетеней | Недействительных/пустых бюллетеней | 64      | —     | —    | —            |
| Всего                              | Всего                              | 11 612* | 100   | 15   | 0            |
| Избирателей/Явка                   | Избирателей/Явка                   | 12 512  | 93,3  | -    | -            |

* Каждый избиратель имеет столько голосов, сколько мест в парламенте, поэтому общее количество голосов, отданных за различные партии, больше, чем количество избирателей.